# Lista de picos ultraproeminentes da Ásia Central
Esta é a lista dos 75 picos ultraproeminentes da Ásia Central. A montanha mais proeminente é o Jengish Chokusu (7439 m de altitude e 4148 m de proeminência), seguida pelo Bogda Feng (5445 m de altitude e 4122 m de proeminência).

## Deserto de Karakum
| N.º | Pico       | País           | Altitude (m) | Proeminência (m) | Colo (m) |
| --- | ---------- | -------------- | ------------ | ---------------- | -------- |
| 1   | Gora Arlan | Turquemenistão | 1880         | 1748             | 132      |

## Pamir

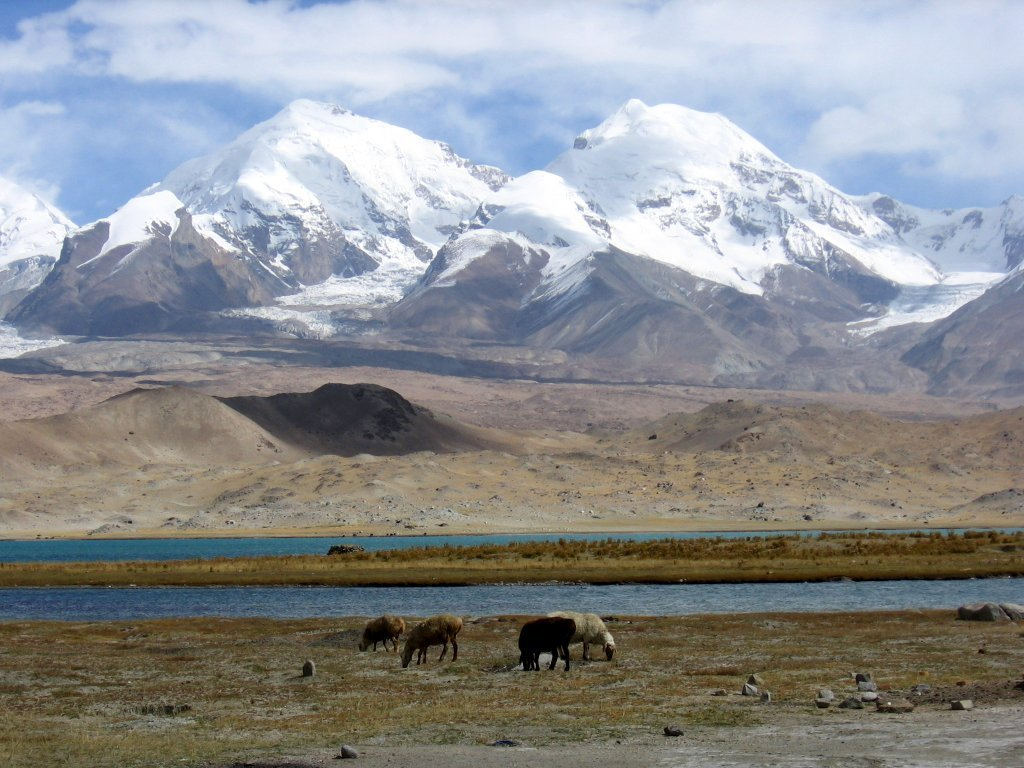
Kongur Tagh, China

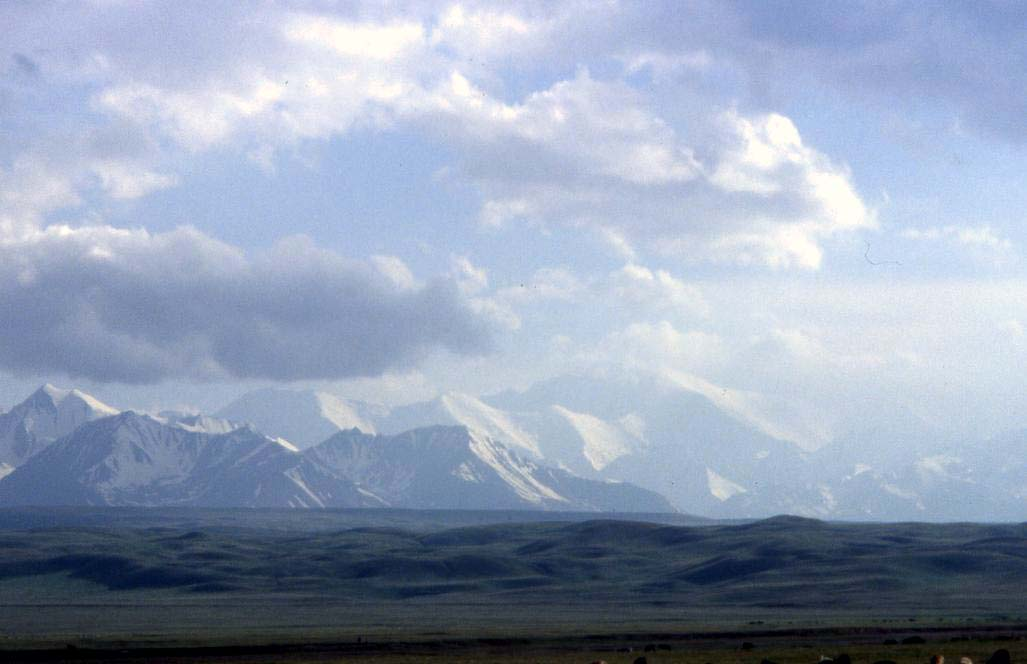
Pico Ibn Sina, Tajiquistão

| N.º | Pico                                         | País                      | Altitude (m) | Proeminência (m) | Colo (m) |
| --- | -------------------------------------------- | ------------------------- | ------------ | ---------------- | -------- |
| 1   | Kongur Tagh                                  | China                     | 7649         | 3585             | 4064     |
| 2   | Pico Ismoil Somoni                           | Tajiquistão               | 7495         | 3402             | 4093     |
| 3   | Chakragil                                    | China                     | 6760         | 2934             | 3826     |
| 4   | Pico Ibn Sina                                | Quirguistão / Tajiquistão | 7134         | 2790             | 4344     |
| 5   | Muztagh Ata                                  | China                     | 7546         | 2735             | 4811     |
| 6   | Pico Karl Marx                               | Tajiquistão               | 6723         | 2693             | 4030     |
| 7   | Pico da Independência                        | Tajiquistão               | 6940         | 2402             | 4538     |
| 8   | Pik Sat                                      | Tajiquistão               | 5900         | 2302             | 3598     |
| 9   | Gora Kurumdy                                 | Quirguistão / Tajiquistão | 6614         | 2278             | 4336     |
| 10  | Kuh-i Belandtarin                            | Afeganistão               | 6286         | 2008             | 4278     |
| 11  | Pico dos Oficiais Soviéticos                 | Tajiquistão               | 6233         | 1982             | 4251     |
| 12  | Pico Patkhor                                 | Tajiquistão               | 6083         | 1963             | 4120     |
| 13  | Gora Radzhi-Bek                              | Tajiquistão               | 5735         | 1940             | 3795     |
| 14  | Gora Imeni Fuchika                           | Tajiquistão               | 4573         | 1686             | 2887     |
| 15  | Lyavirdyr                                    | China                     | 6361         | 1676             | 4685     |
| 16  | Pico Korzhenevskaya                          | Tajiquistão               | 7105         | 1650             | 5455     |
| 17  | Pik Agasis                                   | Tajiquistão               | 5877         | 1597             | 4280     |
| 18  | Ponto mais alto da cordilheira Petra Pervogo | Tajiquistão               | 4745         | 1571             | 3174     |
| 19  | Qullai Arnavad                               | Tajiquistão               | 5992         | 1570             | 4422     |
| 20  | Ponto 5859                                   | Tajiquistão               | 5859         | 1569             | 4290     |
| 21  | Gora Bogchigir                               | Tajiquistão               | 5780         | 1508             | 4272     |

## Pamir-Alay
| N.º | Pico         | País                         | Altitude (m) | Proeminência (m) | Colo (m) |
| --- | ------------ | ---------------------------- | ------------ | ---------------- | -------- |
| 1   | Chimtarga    | Tajiquistão                  | 5490         | 2266             | 3224     |
| 2   | Pik Skalisty | Quirguistão                  | 5621         | 2095             | 3526     |
| 3   | Pik Tandykul | Tajiquistão / Quirguistão    | 5544         | 1677             | 3867     |
| 4   | Ayrybaba     | Turquemenistão / Uzbequistão | 3138         | 1639             | 1498     |
| 5   | Ponto 5170   | Tajiquistão                  | 5170         | 1535             | 3635     |

## Tian Shan

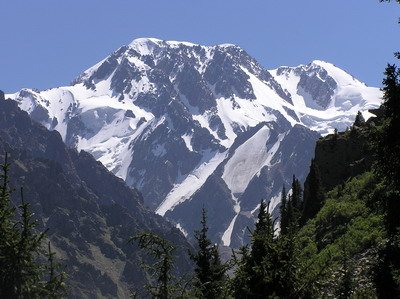
Pik Talgar, Cazaquistão

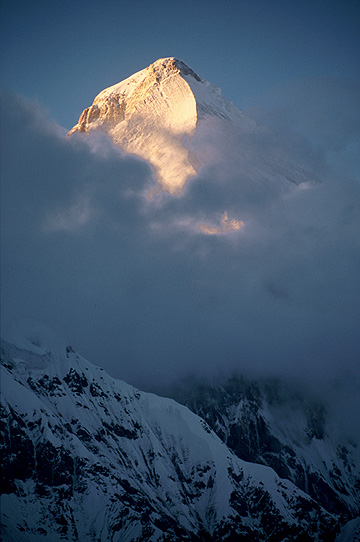
Khan Tengri, Quirguistão/Cazaquistão/China

| N.º | Pico                                         | País                      | Altitude (m) | Proeminência (m) | Colo (m) |
| --- | -------------------------------------------- | ------------------------- | ------------ | ---------------- | -------- |
| 1   | Jengish Chokusu                              | Quirguistão / China       | 7439         | 4148             | 3291     |
| 2   | Bogda Feng                                   | China                     | 5445         | 4122             | 1323     |
| 3   | Sauyr Zhotasy                                | Cazaquistão / China       | 3840         | 3252             | 588      |
| 4   | Tomort                                       | China                     | 4886         | 3243             | 1643     |
| 5   | Xuelian Feng                                 | China                     | 6627         | 3068             | 3559     |
| 6   | Pik Talgar                                   | Cazaquistão               | 4979         | 2982             | 1997     |
| 7   | Pik Dankova                                  | Quirguistão               | 5982         | 2675             | 3307     |
| 8   | Ponto mais alto da cordilheira Borohoro Shan | China                     | 5248         | 2576             | 2672     |
| 9   | Gora Alagordy                                | Cazaquistão / China       | 4622         | 2480             | 2142     |
| 10  | Kertau                                       | China                     | 3282         | 2365             | 917      |
| 11  | Semionova Tien-Shanskogo                     | Quirguistão               | 4895         | 2231             | 2664     |
| 12  | Barkol Shan                                  | China                     | 4300         | 2083             | 2217     |
| 13  | Heyuan Feng                                  | China                     | 5289         | 1912             | 3377     |
| 14  | Point 6588                                   | China                     | 6588         | 1888             | 4700     |
| 15  | Point 4800                                   | China                     | 4800         | 1796             | 3004     |
| 16  | Koktutau                                     | China                     | 5324         | 1737             | 3587     |
| 17  | Temerliktau                                  | China                     | 3730         | 1718             | 2012     |
| 18  | Gora Babash-Ata                              | Quirguistão               | 4428         | 1708             | 2720     |
| 19  | Dahei Shan                                   | China                     | 3963         | 1692             | 2271     |
| 20  | Khan Tengri                                  | Cazaquistão / Quirguistão | 6995         | 1685             | 5310     |
| 21  | Gora Tastau                                  | Cazaquistão               | 2993         | 1679             | 1314     |
| 22  | Khrebet Kuylyutau                            | Quirguistão               | 5281         | 1673             | 3608     |
| 23  | Bozbu Too                                    | Quirguistão               | 2875         | 1529             | 1346     |
| 24  | Gora Boboiob                                 | Tajiquistão               | 3770         | 1502             | 2268     |

## Montanhas AltaieMongólia

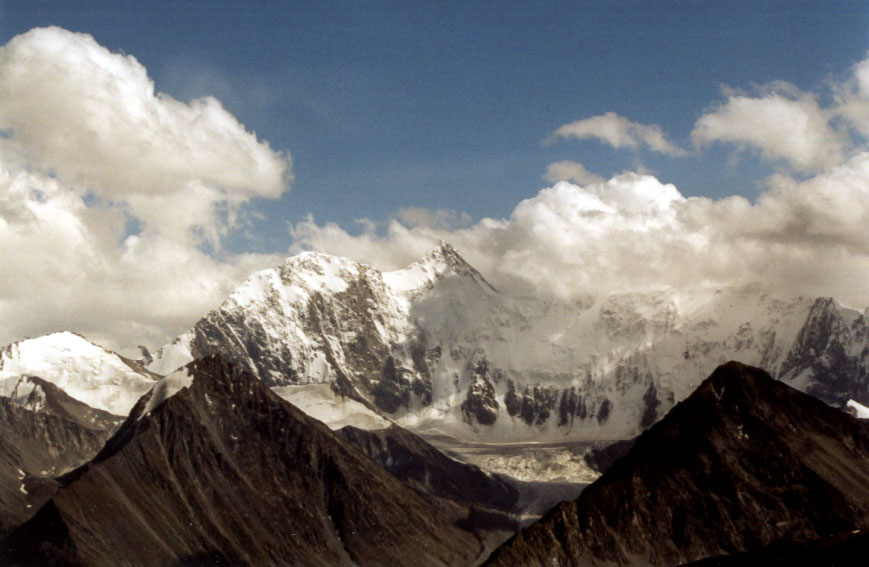
Monte Belukha, Cazaquistão/Rússia

| N.º | Pico                                                   | País                 | Altitude (m) | Proeminência (m) | Colo (m) |
| --- | ------------------------------------------------------ | -------------------- | ------------ | ---------------- | -------- |
| 1   | Monte Belukha                                          | Cazaquistão / Rússia | 4506         | 3343             | 1163     |
| 2   | Jargalant Hairhan                                      | Mongólia             | 3796         | 2353             | 1443     |
| 3   | Pico Hüiten                                            | China / Mongólia     | 4374         | 2342             | 2023     |
| 4   | Otgontenger                                            | Mongólia             | 4000         | 2259             | 1741     |
| 5   | Aj Bogd                                                | Mongólia             | 3802         | 2132             | 1670     |
| 6   | Dunheger                                               | China / Mongólia     | 3315         | 2075             | 1240     |
| 7   | Ikh Bogd                                               | Mongólia             | 3957         | 1979             | 1978     |
| 8   | Mönkh Hairhan                                          | Mongólia             | 4231         | 1860             | 2371     |
| 9   | Harhiraa                                               | Mongólia             | 4040         | 1808             | 2232     |
| 10  | Ponto mais alto da cordilheira Severo-Chuyskiy Khrebet | Rússia               | 4177         | 1806             | 2371     |
| 11  | Sutai                                                  | Mongólia             | 4220         | 1787             | 2433     |
| 12  | Tsambagarav                                            | Mongólia             | 4193         | 1757             | 2436     |
| 13  | Hasagt Hairhan                                         | Mongólia             | 3578         | 1749             | 1829     |
| 14  | Baga Bogd                                              | Mongólia             | 3600         | 1725             | 1875     |
| 15  | Altan Hohiy                                            | Mongólia             | 3350         | 1687             | 1663     |
| 16  | Gora Mungun-Tayga                                      | Rússia               | 3970         | 1685             | 2285     |
| 17  | Bumbag Khairkhan                                       | Mongólia             | 3470         | 1664             | 1806     |
| 18  | Türgen                                                 | Mongólia             | 4029         | 1594             | 2435     |
| 19  | Mönkh Saridag                                          | Rússia / Mongólia    | 3491         | 1578             | 1913     |
| 20  | Dzhata                                                 | China                | 3085         | 1560             | 1525     |
| 21  | Baatar Hairkhan                                        | Mongólia             | 3984         | 1541             | 2443     |
| 22  | Pik Grandioznyy                                        | Rússia               | 2891         | 1529             | 1362     |
| 23  | Dund Saihny Nuruu                                      | Mongólia             | 2825         | 1526             | 1299     |
| 24  | Ponto mais alto da cordilheira Khrebet Baldyrgannyg    | Mongólia             | 2522         | 1509             | 1013     |